# Kim Ji-won (aktorka)
Kim Ji-won (kor. 김지원, ur. 19 października 1992 w Seulu) – południowokoreańska aktorka. Zyskała uwagę dzięki swoim rolom w serialach telewizyjnych Spadkobiercy (2013) i Descendants of the Sun (2016), a następnie zagrała główne role w Fight for My Way (2017), Arthdal Chronicles (2019), Lovestruck in the City (2020–2021), My Liberation Notes (2022) i Królowa łez (2024).

## Życiorys i kariera

### Wczesne lata i edukacja
Kim Ji-won urodziła się 19 października 1992 roku w dzielnicy Geumcheon, Seul, Korea Południowa, i ma starszą siostrę, która jest od niej starsza o dwa lata. W 2007 roku, będąc jeszcze nastolatką, została wypatrzona na ulicy i podpisała kontrakt z agencją rozrywkową, po czym przez ponad trzy lata była trainee, przygotowując się do debiutu. W pierwszej klasie gimnazjum spędziła od sześciu miesięcy do roku ucząc się w Chicago w stanie Illinois w Stanach Zjednoczonych, gdzie mieszkali jej krewni ze strony matki. Po wejściu do branży w 2010 roku kontynuowała edukację, zapisując się w 2011 roku na Wydział Teatralny Uniwersytetu Dongguk.

### 2008–2012: Początki
Kim Ji-won była szkolona w zakresie śpiewu, tańca i aktorstwa, ale ostatecznie zdecydowała się skupić na tym ostatnim. Była wokalistką wspierającą piosenkarkę Younhę, występując jako klawiszowiec i wokalistka wspierająca w różnych występach, a także pojawiła się w teledysku Younhy „Gossip Boy” w 2008 roku. W tym czasie planowano jej debiut jako piosenkarki pod pseudonimem „JessicaK”. Przed swoim oficjalnym debiutem pojawiła się w dramie Mrs. Saigon. Następnie oficjalnie weszła do branży w 2010 roku w reklamie LG Cyon's Lollipop 2 z udziałem grupy Big Bang, zdobywając przydomek „Lollipop Girl”. Później pojawiła się w reklamie napoju gazowanego, w której wykonała piosenkę i układ taneczny, zyskując miano „Oran C Girl”. Ze względu na swoje podobieństwo do aktorki była również nazywana Małą Kim Tae-hee.
Pierwszą rolą Ji-won po debiucie był romantyczny film Romantic Heaven, jednak uwagę jako aktorka zdobyła po występie w sitcomie High Kick: Revenge of the Short Legged w 2011 roku. Następnie pojawiła się w kolejnym dużym serialu telewizyjnym, muzycznym dramacie What's Up. Następnie Ji-won zagrała w licealnym dramacie To the Beautiful You oraz wystąpiła w horrorze Horror Stories, wcielając się w porwaną uczennicę szkoły średniej. Pojawiła się również w debiutanckim teledysku Baek Seung Heona „Till the Sun Rises” u boku Kim Jae-joonga z JYJ.

### 2013–2016: Rosnąca popularność i przełom
W 2013 roku zagrała jedną z głównych ról w specjalnym dramacie KBS Waiting for Love, opowiadającym o czwórce młodych ludzi z różnymi poglądami na temat miłości, którzy zaczynają się spotykać. Wystąpiła także w filmie Horror Stories 2, sequelu poprzedniego filmu Horror Stories, grając uczennicę z obsesją na punkcie czarnej magii. W tym samym roku wystąpiła w młodzieżowym dramacie Spadkobiercy, wcielając się w postać eleganckiej i wyniosłej dziedziczki. Dramat napisany przez Kim Eun-sooka został obejrzany ponad miliard razy na Youku, a jego popularność zwiększyła rozpoznawalność Ji-won, przynosząc jej nagrodę New Star Award na SBS Drama Awards.
W 2014 roku zagrała w thrillerze kryminalnym Gap-dong jako uczennica szkoły średniej i artystka tworząca webtoony. W tym samym roku zagrała rolę drugoplanową w specjalnym dramacie KBS The Reason I'm Getting Married. W grudniu 2014 roku podpisała ekskluzywny kontrakt z King Kong Entertainment.
W 2015 roku Kim zagrała u boku So Ji-sub w romantycznym serialu internetowym One Sunny Day. W tym samym roku wystąpiła gościnnie w dramie TVN Hidden Identity jako dziewczyna Kim Buma.

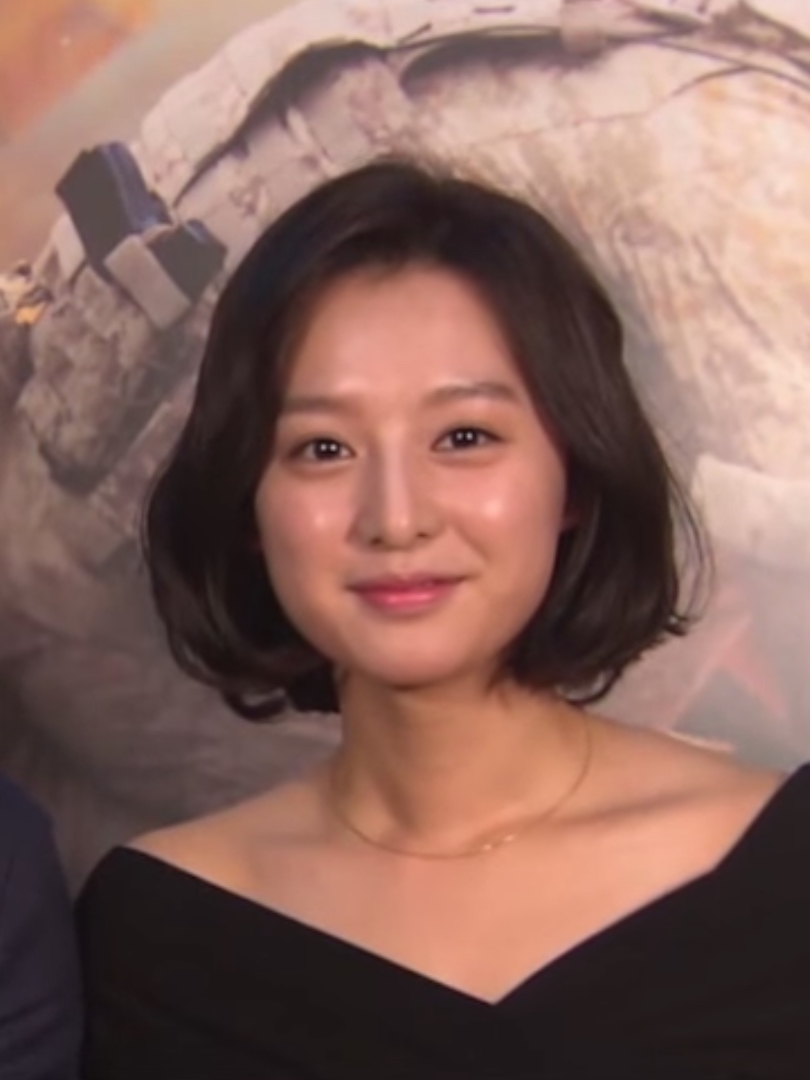
Kim Ji-won w 2016 roku

W 2016 roku wystąpiła w kolejnym projekcie napisanym przez Kim Eun-sook, dramacie Descendants of the Sun emitowanym na KBS2, grając chirurg wojskową. Dramat odniósł ogromny sukces w całej Azji, osiągając szczyt oglądalności na poziomie 38,8% i zdobywając Grand Prize na 52. Baeksang Arts Awards oraz tytuł Najpopularniejszego Programu Roku według Korea Broadcasting Advertising Corporation. Sukces ten przyniósł Ji-won większe uznanie poza granicami Korei. Wraz z Parkiem Bo-gumem i Jun Hyun-moo była gospodarzem rozdania nagród KBS Drama Awards na koniec roku, podczas których zdobyła nagrodę Excellence Award. Zdobyła również nagrodę dla Najlepszej Aktorki Drugoplanowej na APAN Star Awards.

### Od 2017: Główne role
W 2017 roku została obsadzona w swojej pierwszej głównej roli w romantycznej komedii Fight for My Way emitowanej na KBS2, gdzie zagrała u boku Park Seo-joon. Wcieliła się w pracownicę działu informacji w domu towarowym, marzącą o zostaniu prezenterką. Serial został doceniony za realistyczne przedstawienie trudności młodych ludzi, przyjaźni i miłości, osiągając końcową oglądalność na poziomie 13,8%, co ugruntowało status Ji-won jako głównej aktorki. Ponownie zdobyła nagrodę Excellence Award na KBS Drama Awards.
W 2018 roku zagrała swoją pierwszą rolę w filmie kostiumowym, trzeciej części serii filmowej Detective K, zatytułowanej Detective K: Secret of the Living Dead. Wcieliła się w postać tajemniczej kobiety, która traci pamięć i bierze udział w śledztwie. Wraz ze swoim współaktorem z Descendants of the Sun, Jin Goo, wystąpiła gościnnie w historycznym dramacie Mr.Sunshine w reżyserii Kim Eun-sooka.

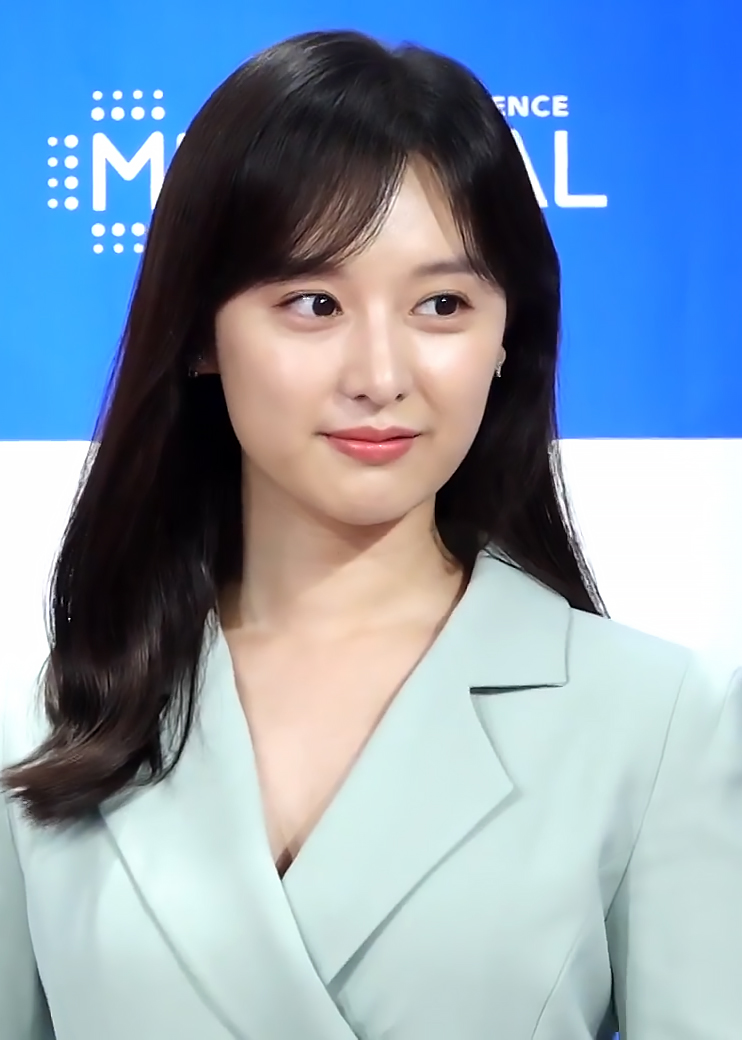
Kim Ji-won w 2019 roku

W 2019 roku Kim zagrała rolę Tanyi, przywódczyni plemienia Wahan i obiektu uczuć Song Joong-ki, w historycznym dramacie fantasy Arthdal Chronicles. Dramat był projektem powracającym dla Song i Kim, którzy oboje wystąpili w hitowym dramacie Descendants of the Sun z 2016 roku. Mimo że serial otrzymał mieszane recenzje, krytykę za podobieństwa do innych programów oraz niższe niż oczekiwano wyniki oglądalności, został przedłużony na drugi sezon. Kim i Song nie wrócili jednak do swoich ról w drugim sezonie.
W lutym 2020 roku podpisała kontrakt z Salt Entertainment. W tym samym roku zagrała w serialu Lovestruck in the City u boku Ji Chang-wooka, który zadebiutował na Kakao TV w grudniu 2020 roku.
W kwietniu 2022 roku zagrała w serialu telewizyjnym My Liberation Notes, gdzie wcieliła się w introwertyczną pracownicę zmagającą się z monotonią swojego życia. W trakcie emisji serialu osiągnął on umiarkowane, ale systematycznie rosnące wyniki oglądalności. Ji-won zdobyła nominację do nagrody Baeksang za swoją rolę w tym serialu.
W czerwcu 2022 roku kontrakt Ji-won z Salt Entertainment wygasł, a ona zdecydowała się na jego nieprzedłużenie. 9 września 2022 roku Kim podpisała kontrakt z HighZium Studio (wcześniej History D&C).
5 grudnia 2022 roku Studio Dragon i Culture Depot potwierdziły udział Ji-won w dramacie tvN Królowa łez, który początkowo planowano na drugą połowę 2023 roku, a później przesunięto na pierwszą połowę 2024 roku. Wcieliła się w postać Hong Hae-in, dziedziczki konglomeratu Queens Group.

## Filmografia

### Filmy
| Rok  | Tytuł                                  | Rola                            |
| ---- | -------------------------------------- | ------------------------------- |
| 2011 | Romantic Heaven                        | Choi Mi-mi                      |
| 2012 | Horror Stories                         | Kim Ji Won                      |
| 2013 | Horror Stories 2                       | Sa Tan-hee                      |
| 2018 | Detective K: Secret of the Living Dead | Wol-young / Księżniczka koronna |

### Seriale telewizyjne
| Rok  | Tytuł                                  | Rola           | Informacje             |
| ---- | -------------------------------------- | -------------- | ---------------------- |
| 2008 | Mrs. Saigon                            | Hye-ryeon      |                        |
| 2011 | High Kick: Revenge of the Short Legged | Kim Ji-won     |                        |
| 2011 | What's Up                              | Park Tae-yi    |                        |
| 2012 | To the Beautiful You                   | Seol Han-na    |                        |
| 2013 | Waiting for Love                       | Choi Sae-rom   |                        |
| 2013 | Spadkobiercy                           | Rachel Yoo     |                        |
| 2014 | The Reason I'm Getting Married         | Kim Ji-young   |                        |
| 2014 | Gap-dong                               | Ma Ji-wool     |                        |
| 2015 | Hidden Identity                        | Min Tae-hee    | Cameo (Odc. 1–2, 9–10) |
| 2016 | Descendants of the Sun                 | Yoon Myung-joo |                        |
| 2017 | Fight for My Way                       | Choi Ae-ra     |                        |
| 2018 | Mr. Sunshine                           | Hui-jin        | Cameo (Odc. 1)         |
| 2019 | Arthdal Chronicles                     | Tan-ya         | Sezon 1                |
| 2022 | My Liberation Notes                    | Yeom Mi-jeong  |                        |
| 2024 | Królowa łez                            | Hong Hae-in    |                        |

### Seriale internetowe
| Rok       | Tytuł                  | Rola                     |
| --------- | ---------------------- | ------------------------ |
| 2014      | One Sunny Day          | The Girl (Kim Ji-ho)     |
| 2020–2021 | Lovestruck in the City | Lee Eun-oh / Yoon Seon-a |

### Hosting
| Rok  | Tytuł                 | Informacje                        |
| ---- | --------------------- | --------------------------------- |
| 2016 | 30th KBS Drama Awards | Z Jun Hyun-moo i Parkiem Bo-gumem |

### Występy w teledyskach
| Rok  | Tytuł                 | Artysta         |
| ---- | --------------------- | --------------- |
| 2008 | „Gossip Boy”          | Younha          |
| 2010 | „Lollipop Pt. 2”      | BigBang         |
| 2012 | „Until the Sun Rises” | Baek Seung-heon |